# Halina Urbańska

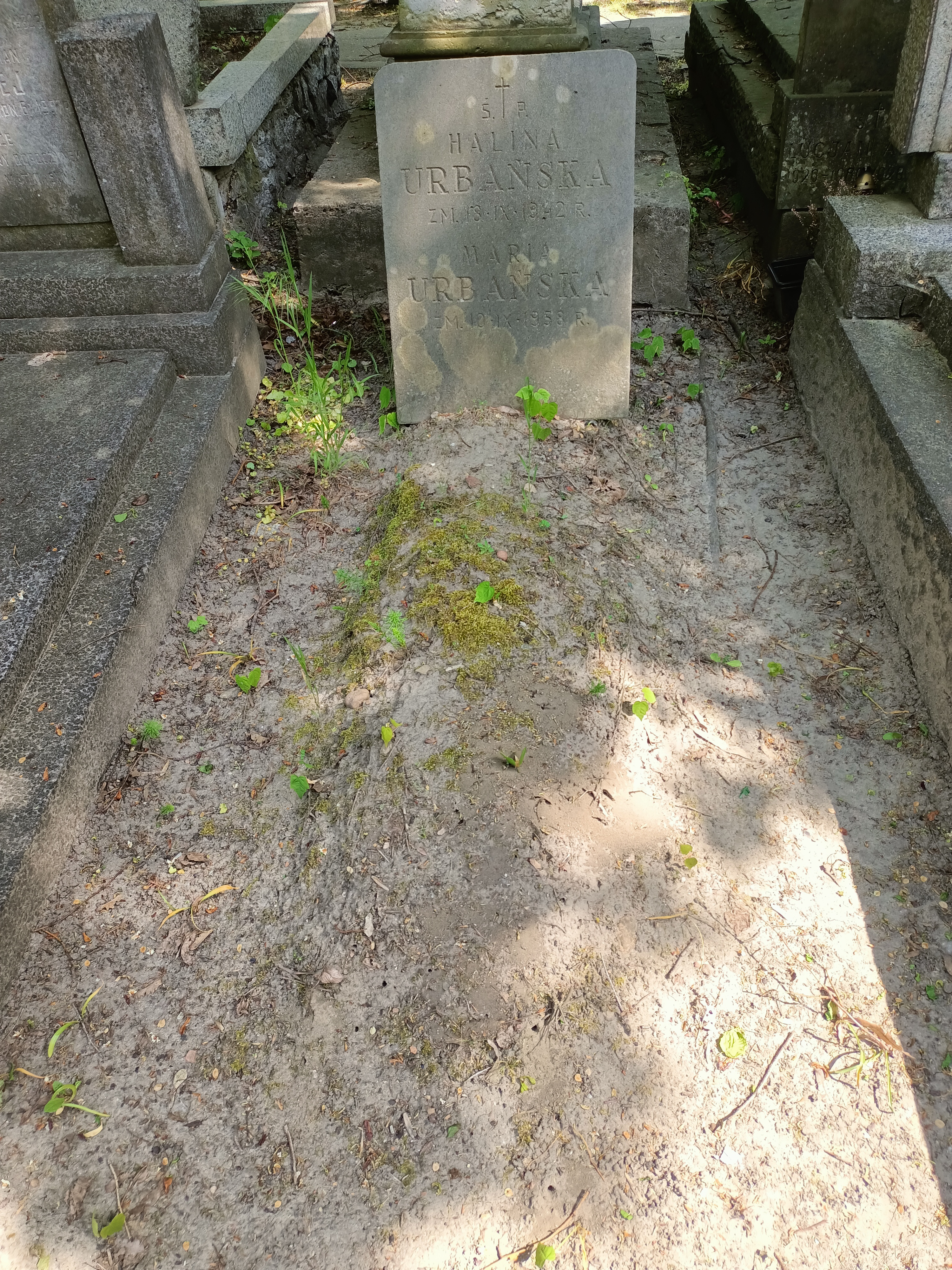
Grób Haliny Urbańskiej na Cmentarzu Powązkowskim w Warszawie

Halina Urbańska (ur. 28 maja 1891 w Toruniu, zm. 18 września 1942 w Warszawie) – polska bibliotekarka, kierownik bibliotek w Toruniu, nauczycielka i działaczka oświatowa.

## Życiorys
W latach 1915–1918 była nauczycielką języka polskiego na tajnych kursach dla dorosłych, przygotowujących przyszłych polskich nauczycieli i urzędników; zajęcia te prowadziła w salce parafialnej jednego z toruńskich kościołów. Przez pewien czas pracowała w zarządzie miejskim, potem włączyła się w działalność społeczną, wchodząc w skład Komitetu Opieki nad Bezdomnymi i angażując się w prace innych organizacji niosących pomoc ofiarom wojny. 
Była współpracowniczką Heleny Steinbornowej, która w 1917, wspólnie z Wandą Szuman, doprowadziła do utworzenia filii Towarzystwa Czytelni Ludowych w Toruniu; Halina Urbańska została wówczas kierowniczką polskiej biblioteki publicznej pod nazwą Zjednoczone Czytelnie Towarzystwa Czytelni Ludowych w Toruniu. Rok później przyczyniła się do powstania Centralnej Biblioteki Pedagogicznej przy Komisji Szkolnej w Toruniu, na potrzeby tej placówki organizując przemyt książek przez kordony zaborcze. Od listopada 1918 wchodziła w skład Zarządu Powszechnego Towarzystwa Pedagogicznego (obok m.in. Wandy Szuman i ks. Mariana Pączka), które postawiło sobie za zadanie koordynację polskiego ruchu oświatowego. Towarzystwo zostało później przekształcone w Wydział Szkolny Podkomisariatu w Gdańsku, a Urbańska, jako członkini Komisji Szkolnej na Regencję Kwidzyńską (z siedzibą w Toruniu), brała udział w tworzeniu szkolnych komisji powiatowych i za ich pośrednictwem egzekwowała prawo do trzech godzin szkolnych języka polskiego i czterech godzin religii w języku polskim (w wymiarze tygodniowym) we wszystkich szkołach elementarnych. Dostarczała polskie podręczniki, prowadziła statystyki dotyczące uczniów, nauczycieli i szkół, zajmowała się poradnictwem oświatowym oraz opracowywała system kształcenia dorosłych. 
Po wyzwoleniu Pomorza Urbańska prowadziła przez pewien czas własną księgarnię „Stella” przy ulicy Szerokiej 26. Kontynuowała tam działalność społeczną, prowadząc zapisy do Polskiego Czerwonego Krzyża i organizując zbiórki żywności, leków oraz książek. Adresatami tej pomocy byli pacjenci szpitali, inwalidzi i powracający z niewoli lub zdemobilizowani żołnierze. Później objęła kierownictwo Biblioteki Towarzystwa Wiedzy Wojskowej i Biblioteki Wojskowej Dowództwa Okręgu Korpusu VIII (biblioteka powstała w Grudziądzu, przeniesiona została do Torunia w 1922). Obie placówki, z racji umieszczenia w jednym lokalu, miały wspólne kierownictwo, a wśród czytelników byli nie tylko wojskowi, ale i osoby cywilne. W 1929 Urbańska opublikowała w zbiorze Biblioteki wielkopolskie i pomorskie artykuł Biblioteka Wojskowa DOK VIII; w tym czasie zbiory Biblioteki Wojskowej Dowództwa Okręgu Korpusu VIII liczyły przeszło 9 tysięcy dzieł, a Biblioteki Towarzystwa Wiedzy Wojskowej - przeszło 4 i pół tysiąca. We wrześniu 1939 księgozbiory obu bibliotek ewakuowano do Warszawy. 
Urbańska również wyjechała do Warszawy, ale w latach okupacji nie zajmowała się już pracą bibliotekarską. Pracowała jako pomocnica fabryczna.
Wycieńczona trudnymi warunkami pracy i chorobą zmarła w Warszawie 18 września 1942. Pochowana na cmentarzu Powązkowskim (kwatera 117-2-26).